# Regolaggio altimetrico
In aeronautica è sempre stato molto importante il problema della misurazione delle distanze verticali. Gli aeromobili sono in grado di muoversi in tutte e tre le dimensioni; se però da un lato è semplice misurare la distanza tra due punti, non risulta altrettanto immediato comprendere in che modo viene misurata la quota di un aereo. Questa difficoltà è dovuta ai diversi riferimenti che si prendono per misurare la quota: ad esempio può essere misurata dal livello del mare (QNH) o dal livello del suolo (QFE), ormai in uso solo per i voli acrobatici e il volo a vela; ed infine il QNE rispetto l'isobara (linea che unisce tutti i punti di ugal pressione) standard 1013,25 hPa (livello di volo)
Il riferimento che si prende dipende dalla fase del volo.
Innanzitutto è necessario sapere che l'altimetro degli aerei è in realtà un barometro aneroide, un misuratore di pressione atmosferica.
Com'è noto, più la quota aumenta e più la pressione atmosferica diminuisce; l'altimetro barometrico misura la diminuzione di pressione atmosferica e la tramuta in guadagno di quota, secondo la regola standard che ad ogni hectopascal perso corrispondono 27 piedi di quota guadagnati.(Regola valida fino a 5500Ft. Più in alto il gradiente barico verticale diminuisce)
Gli aerei volano quindi seguendo l'andamento delle isobare come se si trovassero su un binario di pressione atmosferica costante.
Il problema diventa quindi capire qual è l'isobara zero, ma questo dipende sempre dalla fase del volo.
Per questo sono stati inventati i cosiddetti regolaggi altimetrici, delle impostazioni standard per l'altimetro di bordo che consentono di volare sempre con il riferimento migliore.
Due dei tre regolaggi hanno un nome codificato secondo il vecchio codice Q ideato per la radiotelegrafia in codice Morse, caratterizzato da codici tutti con la lettera Q (Question) come iniziale proprio perché scarsamente utilizzata nel linguaggio corrente e pertanto difficilmente confondibile con altre comunicazioni in fonia (originariamente la lettera Q venne introdotta nel 1912 dall'International Radiotelegraph Convention Regulations appunto per facilitare le comunicazioni internazionali in codice Morse).

## Regolaggio rispetto alla pressione misurata al suolo (QFE)
Via radio si richiede la pressione al suolo con la sigla QFE, che quindi per estensione ha preso ad indicare la pressione al suolo fornita da un'apposita stazione di rilevamento, normalmente nei pressi di un aeroporto. In codice Q la sigla QFE equivale alla domanda: «Qual è il valore di pressione della stazione di rilevazione?». A questa domanda quindi sarà fornito un valore di pressione che verrà inserito dal pilota nell'altimetro barometrico.
Un altimetro correttamente impostato sul QFE indicherà perciò l'altezza assoluta del velivolo rispetto alla stazione di riferimento: se l'aereo si trova sulla pista di atterraggio, l'altimetro indicherà altezza zero.
Tale regolazione può risultare utile nella fase finale dell'atterraggio, per avere un'idea della distanza verticale dalla pista, o essere impostato su un aeromobile che effettui circuiti in prossimità dell'aeroporto. Tuttavia, è scarsamente utilizzato, anche se si può impostare per convenienza il QFE sull'altimetro di riserva per avere anche il valore di altezza verticale. In pratica avremo: altimetro primario con impostato il valore QNH e il secondario con il QFE.

## Regolaggio rispetto alla pressione misurata al suolo traslata al livello medio del mare (QNH)
Il QNH è un codice usato dai piloti, dai controllori del traffico aereo e da alcune stazioni meteorologiche per riferirsi alla pressione atmosferica ultima misurata (QFE) e successivamente traslata al livello medio del mare (MSL - medium sea level) mediante la relazione di un ettopascal ogni 27 piedi.
Se, ad esempio, una stazione situata a 270 piedi sul livello del mare misura una pressione atmosferica (quindi un QFE) pari a 1000 hPa, il QNH ricavato da quella stazione sarà 1010 hPa.
Inserendo questo valore nell'apposita finestra dell'altimetro di bordo, questo indicherà (con una minima approssimazione) zero al livello del mare, l'elevazione dell'aeroporto in questione quando sulla pista e l'altitudine dell'aeromobile quando è in volo, anche se il dato può ritenersi attendibile solo nelle vicinanze della stazione che lo ha misurato.
In codice Q la sigla QNH equivale alla domanda: «Qual è il valore di pressione che bisogna inserire nell'altimetro affinché lo strumento, al suolo, indichi l'elevazione dell'aeroporto?».
Volare per altitudini può essere comodo nelle brevi tratte e alle basse quote per separarsi dagli ostacoli al suolo, la cui elevazione è indicata sulle mappe appunto rispetto al livello del mare; se usato per la navigazione richiederebbe però di essere aggiornato di frequente nel corso del volo al valore della stazione più vicina.
Per questo il traffico aereo di linea e militare utilizza l'altitudine di transizione, un'altitudine prefissata che varia a seconda del Paese: al di sotto di essa, ogni altitudine si riferisce al QNH locale, al di sopra invece ci si riferisce alla pressione standard (1013,25 hPa/mbar ovvero 29,92 pollici di mercurio) e le altitudini vengono definite livelli di volo (flight levels).
In molte parti del mondo il valore del QNH viene fornito in millibar o ettopascal, mentre invece in America del Nord viene fornito in pollici di mercurio.

## Regolaggio rispetto alla pressione standard (QNE)
Quando si vola a quote tali che gli ostacoli al suolo non costituiscono più un problema, la necessità diventa quella di separarsi dagli altri aeromobili e quindi gli altimetri vengono regolati sulla pressione standard di 1013,25 hPa.
Tale valore rappresenta la pressione atmosferica al livello del mare in quella che l'ICAO ha definito atmosfera standard internazionale.
Quando utilizzano il regolaggio altimetrico standard, gli aeromobili volano per livelli di volo e l'isobara 1013,25 hPa costituisce il livello di volo zero.
Il regolaggio standard viene spesso chiamato impropriamente QNE. Ricordiamo infatti che il QNE non è un valore di pressione, bensì un valore di livello isobarometrico (livello di volo o FL flight level) cioè una quota non una pressione.
Alle basse quote si utilizza il QNH per separarsi dagli ostacoli, ma il QNH è un valore approssimato e nel caso si debba operare su aeroporti (come quello di Città del Messico, ad esempio), la cui elevazione è tale da non poter più considerare accettabile tale errore dell'altimetro si preferisce lasciare il regolaggio di crociera su 1013.25 anche in fase di atterraggio.
Si tiene allora vicino alla pista un altimetro regolato su 1013,25 hPa e si legge la quota indicata: tale quota è il QNE. Il pilota in atterraggio manterrà il regolaggio standard, dato che il QNH non è attendibile, e informato del QNE saprà quale quota l'altimetro di bordo dovrà indicare una volta al suolo; una rapida sottrazione rivelerà la quota dell'aereo; un po' più macchinoso, ma molto più preciso.
Si ricorda che QNE e SPS (standard pressure setting) non sono la stessa cosa, ma per comodità si possono assumere simili.

## Regolaggio rispetto alla pressione misurata al suolo riportata al livello medio del mare (QFF)
QFF è la pressione in millibar al livello del mare calcolata dalla pressione misurata da una stazione di rilevamento (QFE) ad una certa elevazione, dedotta tenendo conto di tutte le condizioni atmosferiche al momento della misura. È utilizzata molto raramente in aeronautica, mentre è importante in meteorologia.